# Кардо, Жюль
Жюль Кардо (фр. Jules Cardot, 1860 — 1934) — французский ботаник.

## Биография
Жюль Кардо родился в 1860 году.
Его коллекция гербарных образцов в его лабораториях в Шарлевиле была сильно разграблена и повреждена во время Первой мировой войны.
Жюль Кардо умер в 1934 году.

## Научная деятельность
Жюль Кардо специализировался на Мохообразных и на семенных растениях.